# حتا

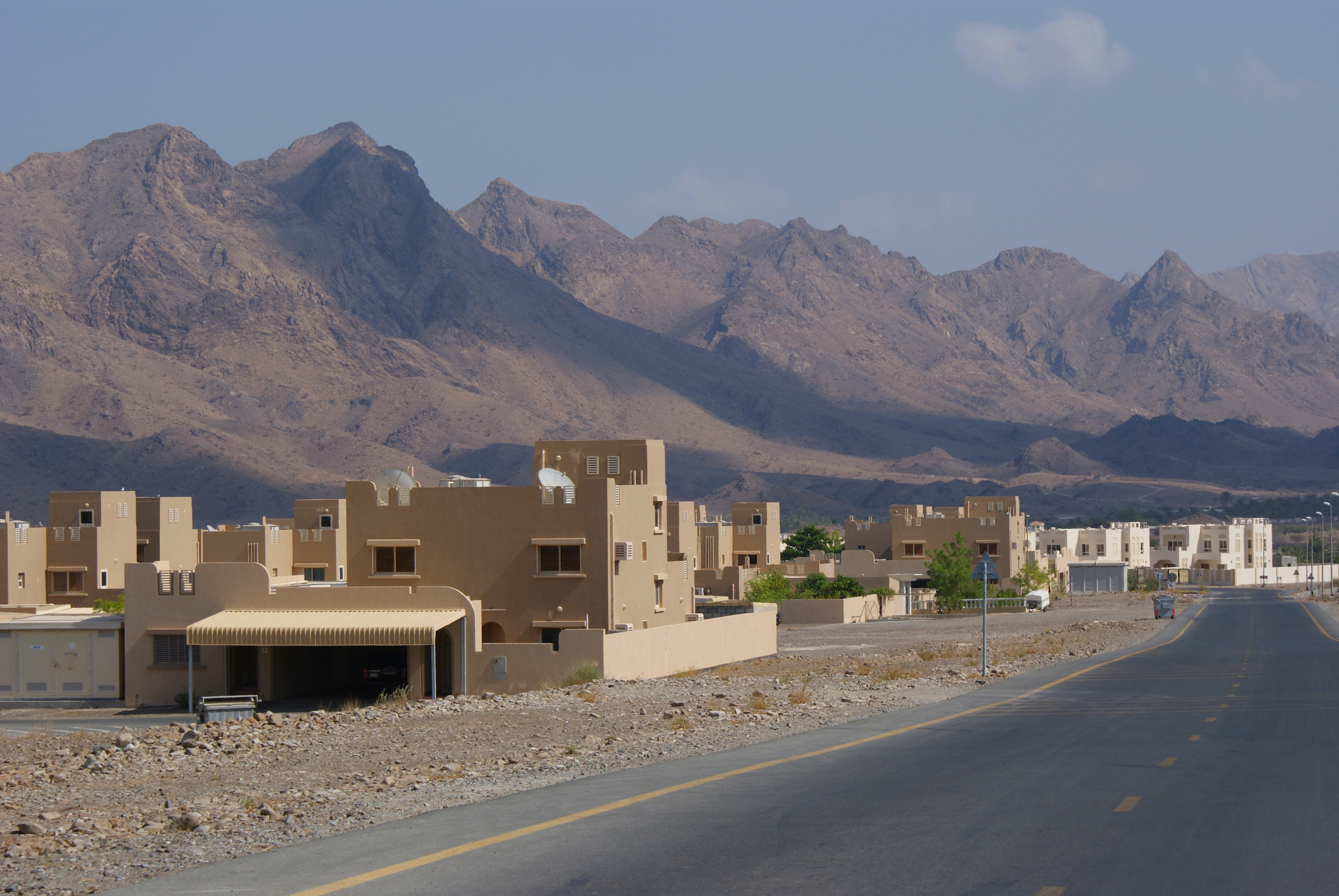
شهر حتا

 حتا  شهر آبادی از توابع امارت ( دبی ) در امارات متحده عربی می‌باشد.
شهر  حتا  در فاصلهٔ ۱۱۵ کیلومتری جنوب شرقی شهر دبی واقع شده‌است. 

## محدوده شهر حتا
از شمال روستای مصفوت، از جنوب وادی خمیس در سلطنت عمان، از مغرب ولایت محضه، و از سمت مشرق به حویلات از توابع امارت رأس‌الخیمه محدود می‌گردد.

## بیشنهٔ تاریخی
شهر  حتا  شهری است بسیار قدیمی که تاریخ آن به دوره قبل از اسلام می‌گردد، پیشینهٔ این روستا به ۲۰۰۰ تا ۳۰۰۰ سال پیش بر می‌گردد. خانه‌های قدیمی دهستان 
«حتا» به‌طور عجیبی ساخته شده‌است، بعضی از خانه‌ها فقط در ساخت آن سنگ به کار برده‌اند بدون ساروج یا گِل ولای، بقایای خانه‌های که بجا مانده‌است نشان می‌دهد که فقط از سنگ‌های خوشکی که از ته دره عمیق «حتا» آورده‌اند ساخته‌اند، سنگ‌ها روی هم چیده‌اند و سقفش با چوب درختان کوهی که از ارتفاعات کوه‌های اطراف خود بوده آورده‌اند وسقف خانه را با آن پوشانده‌اند. 
روستای باستانی «حتا» بر فراز کوه حجر ساخته شده‌است، در دوران گذشته این منطقه «الحجرین» نامیده می‌شده‌است، نسبتاً به وجود دوکوه بلند در دوطرف روستا. بر فراز این دو کوه دو «برج» وجود دارد که نگهبانان در شبها در آن‌ها پاس می‌دادند. امروزها دهستان  حتا  یکی از مراکز مهم گردشگری دبی به‌شمار می‌آید.

## بازسازی شهر باستانی
روستای تاریخی حتا در سال ۱۹۹۹ میلادی توسط شهرداری دبی وطبق دستور حکومت دبی بازسازی شده‌است.
خانه‌های بازسازی شده در حدود ۳۰ ساختمان است که حجم‌های مختلف دارند، خانه‌ها برطبق مواردی که در دوران قدیم ساخته بوده‌اند باسازی نموده‌اند، از سنگ و گِل ولای و گچ وشاخه درخت خرما وچوب «چندل» ومنگور در سقف خانه‌ها به کار برده شده‌است. بعد از اتمام ترمیم روستای تاریخی توسط نائب حاکم دبی در سال ۲۰۰۱ میلادی روستا افتتاح گردید.

## قلعهٔ حتا
قلعهٔ حتا یکی از قلعه‌های تاریخی ومشهور منطقه‌است. این قلعه در سال ۱۸۹۶ میلادی توسط شیخ مکتوم بن حشر آل مکتوم ینیادگذاری شده‌است. همچنین مسجدی تاریخی در نزدیکی قلعه وجود دارد که تاریخ
بناه آن به ۲۰۰ سال پیش بر می‌گردد. مسجد وقلعه هردو توسط حکومت دبی باسازی شده‌اند.

## اقتصاد
عامل اصلی اقتصادی شهر حتا گردشگری و آب است. در گذشته، این منطقه قابلیت پرورش درخت خرما را داشت؛ از میوه این درخت به عنوان منبع غذایی و از تنه درخت برای مصالح ساختمانی استفاده می‌شد. این شهر دارای یک روستای تاریخی مشهور است، که شامل مجموعه‌ای از خانه‌های سنتی بازسازی‌ شده کوهستانی است. این روستا در سفرهای آخرهفته بسیار پرطرفدار است و مردم در ماههای زمستان در آنجا یا چادر بزنند یا در هتل حتا فورت که تنها 2.7 کیلومتر (1.7مایل) با سد حتا فاصله دارد اقامت می‌کنند.

سد حتا در دهه 90 میلادی برای تامین آب و برق منطقه ساخته کند. «حتا کایاک» یک مکان گردشگری مشهور و محلی پرطرفدار برای قایقرانی در امارات متحده عربی است. اداره آب و برق دبی (DEWA) در نظر دارد در حتا با استفاده از 880 میلیون گالن آب، یک نیروگاه برق تلمبه-ذخیره‌ای 250 مگاواتی بسازد که ارتفاع آن 300 متر (980 فوت) بالاتر از یک سدی است که در پایین آن قرار دارد.